# Volčja Jama (gmina Šmartno pri Litiji)
Volčja Jama – wieś w Słowenii, w gminie Šmartno pri Litiji. W 2018 roku liczyła 100 mieszkańców.